# Gerstmann-Syndrom
Als Gerstmann-Syndrom wird ein Symptomkomplex bezeichnet, der erstmals von Josef Gerstmann im Jahre 1924 beschrieben wurde. Er besteht aus:
- Agraphie (Schwierigkeiten beim Schreiben, die nicht auf motorische Störungen oder Intelligenzminderungen zurückzuführen sind)
- Akalkulie (Schwierigkeiten beim Rechnen bei normaler Intelligenz)
- Finger- und Zehen-Agnosie (Schwierigkeiten beim Benennen und Identifizieren der eigenen Finger und Fußzehen)
- Links-rechts-Verwechslung

Synonym wird oft die Bezeichnung Angularis-Syndrom gebraucht. Dieses wird jedoch als eigene Entität betrachtet (siehe dort). Die Verwendung beider Begriffe ist umstritten (siehe unten).

## Anatomie
Das Gerstmann-Syndrom tritt auf bei Schädigungen, beispielsweise einem Schlaganfall, im Bereich des Gyrus supramarginalis (Brodmann-Areal 40), sowie des benachbarten Gyrus angularis der sprachdominanten (meist linken) Gehirnhälfte. Der Gyrus supramarginalis windet sich um das posteriore (hintere) Ende der Fissura Sylvii, der Gyrus angularis um das darunter liegende posteriore Ende des Sulcus temporalis superior.

## Diskussion um Relevanz
Die Existenz als eigenständige Entität in der Neurologie ist umstritten. Zum einen ist ein reines Gerstmann-Syndrom ohne Apraxie, Aphasie oder andere neurologische Ausfälle sehr selten. Zum anderen treten die einzelnen Symptome nicht häufiger zusammen als mit weiteren Symptomen kombiniert auf. Dies liegt daran, dass Funktionsverluste durch Hirninfarkte oder andere Schädigungen zumeist größere Hirnbereiche betreffen. Schließlich können die vier Symptome teilweise durch andere Fehlfunktionen erklärt werden, so beispielsweise die Akalkulie durch Störungen des Arbeitsgedächtnisses oder die Agraphie durch Rechts-links-Verwechslungen.

## Verlauf
Die Entwicklung der Symptome hängt stark von der zugrundeliegenden Erkrankung ab. Bei einem Schlaganfall beispielsweise treten sie meist plötzlich auf und können sich im Laufe von Wochen bis Monaten und Jahren zumindest teilweise zurückbilden. Die konsequente Durchführung von Ergotherapie und Logopädie sind für einen guten Verlauf entscheidend.

## Verwechslung
- Das Developmental Gerstmann’s Syndrome ist eine eigene Erkrankung des Kindes- und Jugendalters, die nicht mit einer Läsion des Gyrus angularis einhergeht, sondern mit beidseitigen Fehlfunktionen im Scheitellappen des Gehirns. Es tritt zusammen mit dem Aufmerksamkeitsdefizit-Hyperaktivitäts-Syndrom und Lernschwierigkeiten auf.

- Das Gerstmann-Sträussler-Scheinker-Syndrom ist eine sehr seltene Form der Creutzfeldt-Jakob-Krankheit.